# Équipe des Seychelles féminine de football
Cet article traite de l'équipe féminine. Pour l'équipe masculine, voir Équipe des Seychelles de football.
Maillots
L'équipe des Seychelles féminine de football est une sélection des meilleures joueuses seychelloises sous l'égide de la Fédération des Seychelles de football. Elle a pour sélectionneur la Seychelloise Elsie Ernesta.

## Historique
La première rencontre, disputée sur l'archipel par une équipe féminine, a lieu en 1966. Opposant une équipe composée de dix joueuses à une équipe masculine composée de vétérans, la rencontre est perdue sur le score de deux buts à un. Après le succès de la sélection junior au tournoi de la commission de la jeunesse et des sports de l'océan indien (CJSOI), la sélection féminine rencontre l'équipe suédoise d'Umeå IK, vainqueur de la Coupe féminine de l'UEFA 2004. Les Seychelloises s'inclinent sur une lourde défaite.
La sélection seychelloise dispute ses premières rencontres en 2005, lors d'un tournoi disputé à Maurice, face à la sélection locale et à La Réunion. Dans ces rencontres non officielles, disputées sur une durée de 80 minutes, les Seychelles terminent dernières du tournoi avec deux défaites, quatre buts à un face à Maurice et neuf buts à zéro face à La Réunion.
La Seychelloise Elsie Ernesta, première femme à entraîneur une équipe masculine de club, est nommée en 2014 par la Fédération pour développer le football féminin sur l'île et diriger la sélection nationale.